# Wodospady Zimnej Wody

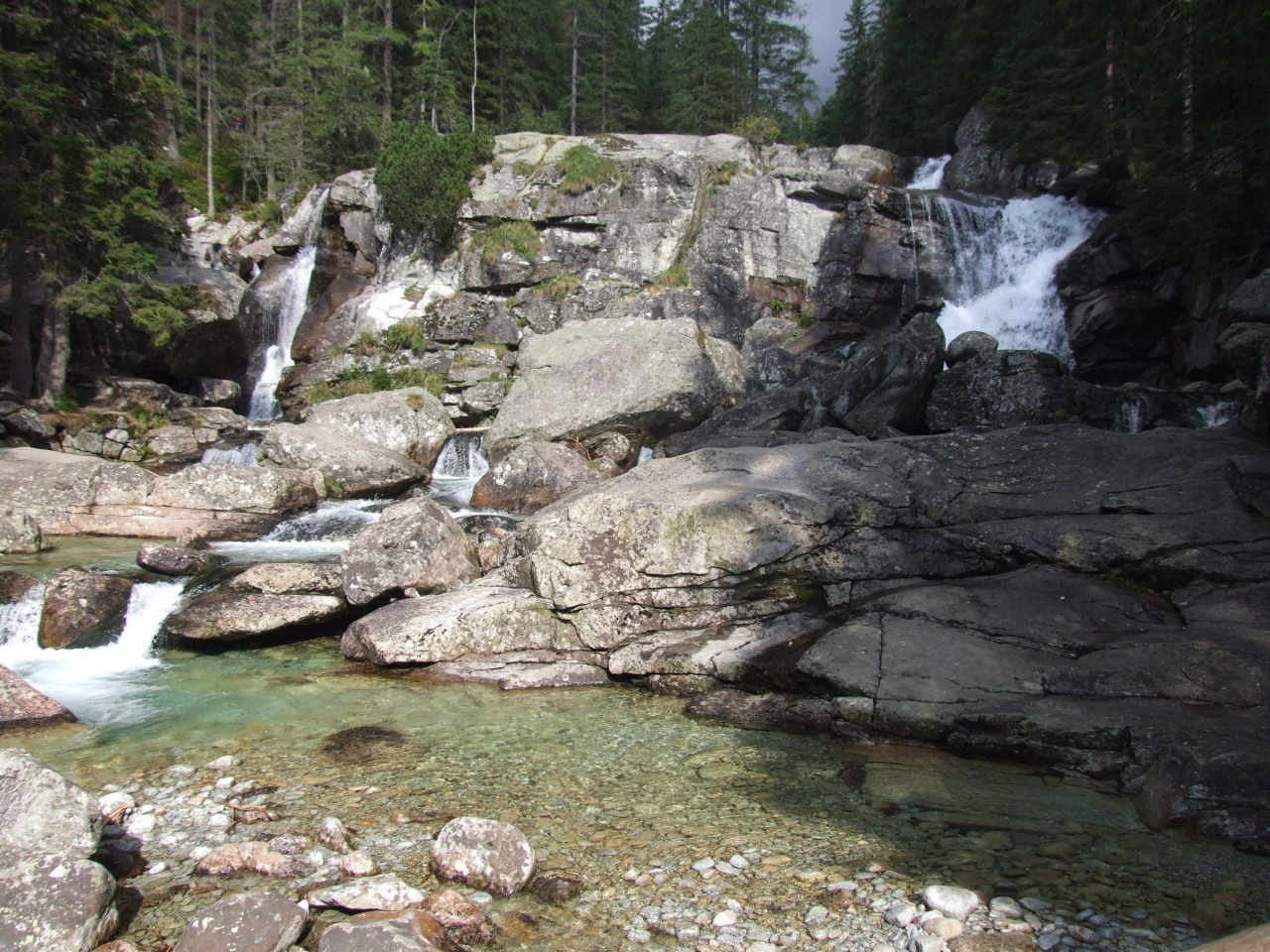

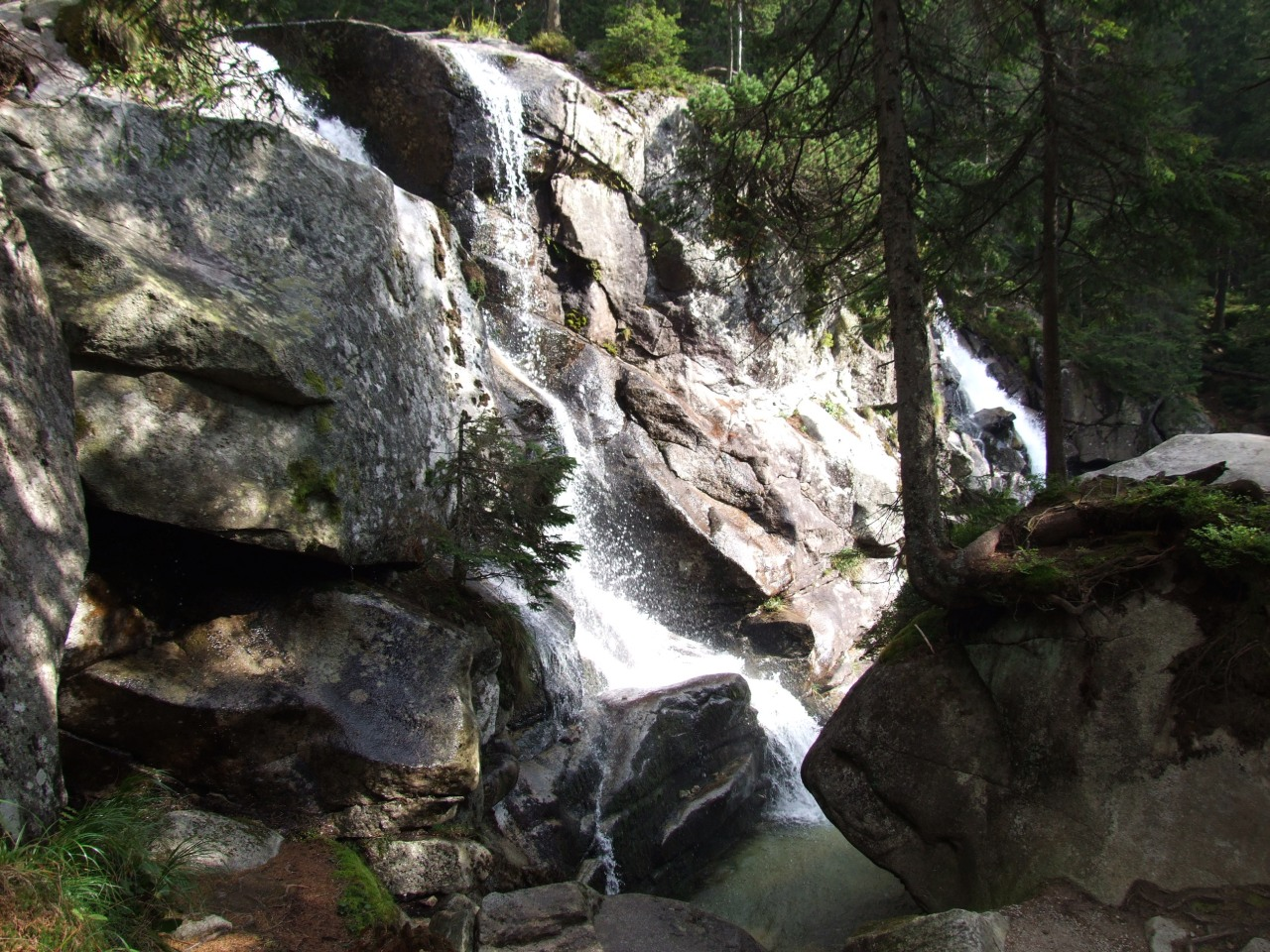

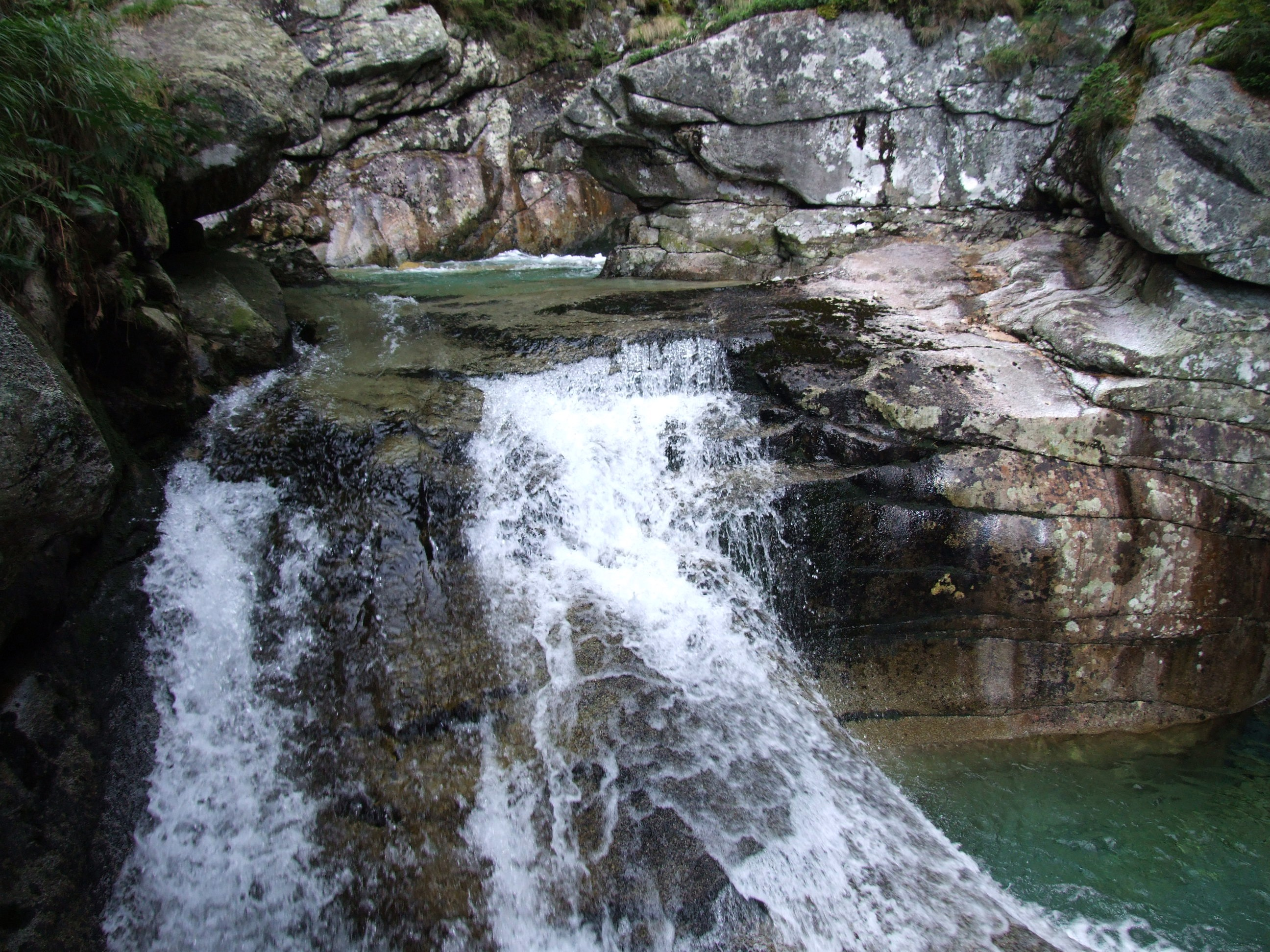

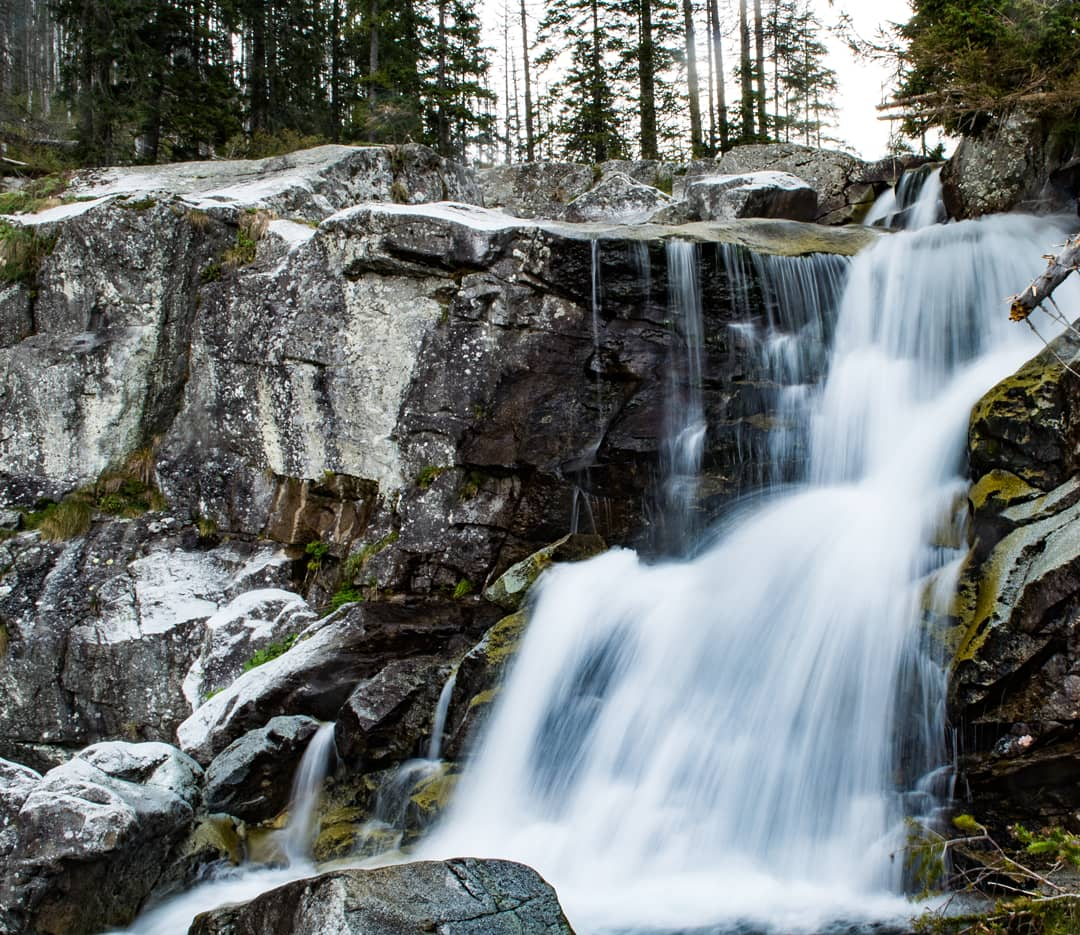

Wodospady Zimnej Wody (słow. Vodopády Studeného potoka, Studenovodské vodopády, niem. Kohlbach-Wasserfälle, węg. Tar-pataki-vízesések) – zespół wodospadów w Dolinie Zimnej Wody w słowackich Tatrach Wysokich, tuż poniżej miejsca połączenia dolin Małej Zimnej Wody i Staroleśnej. Dawniej wodospady te nazywano także Wodospadami Kolbachu lub po prostu Kolbachami – było to spolszczenie niemieckiej ich nazwy Kaltbach, tzn. „zimny potok”. W spiskoniemieckiej gwarze i jej różnych wersjach na mapach i w literaturze najbardziej rozpowszechniona była wersja Kolbach, ale istniały także nazwy Koltbach, Kaalbach, Kahlbach, Kalbach, Kohlbach. W użyciu była także nazwa Wodospady Łysianek – powstała wskutek błędnego przetłumaczenia niemieckiej Kalbach czy Kahlbach.
Są to niewysokie (najwyższy ma 13 metrów wysokości), ale duże siklawy, tworzone na potrójnym polodowcowym progu doliny przez potok Zimną Wodę. Wodospady były jednym z najstarszych celów turystyki tatrzańskiej. Rozsławione zostały przez kuracjuszy i turystów wypoczywających w Starym Smokowcu. Dla odwiedzających je turystów wybudowano pierwsze tatrzańskie schronisko Rainera (obecnie już nie jest schroniskiem, lecz bufetem i muzeum nosiczów).
Wodospady te występują na długości ok. 1,5 km, na wysokości 1153 do 1276 m n.p.m. Kolejno od dołu są to:
- Długi Wodospad (Dlhý vodopád),
- Wielki Wodospad (Veľký vodopád),
- Skryty Wodospad (Skrytý vodopád),
- Mały Wodospad (Malý vodopád).

Koryto potoku Zimna Woda w okolicy wodospadów wypełnione jest wielkimi okrąglakami granitowymi. Wodospady wybiły spadającymi kamieniami w twardej granitowej skale głębokie kotły eworsyjne. Jeden z polskich turystów ok. 1865 roku pisał jednak o tych wodospadach: „...całe Węgry cudują się nad nimi... a przecież oba nie umyły się nawet do naszej Siklawy”. W rejonie wodospadów często występuje rzadki gatunek ptaka – pluszcz zwyczajny (kordusek). Przy wodospadach zdarzały się śmiertelne wypadki, szczególnie podczas robienia zdjęć.
Powyżej Wodospadów Zimnej Wody na potoku Mała Zimna Woda istnieją jeszcze dwa inne wodospady. Większy z nich, znajdujący się tuż przy czerwonym szlaku Magistrali Tatrzańskiej do Łomnickiego Stawu to Wodospad Olbrzymi, niżej w lesie położony jest mniejszy Troisty Wodospad. Według niektórych przewodników są one także zaliczane do Wodospadów Zimnej Wody.

## Szlaki turystyczne
W rejonie Wodospadów Zimnej Wody znajduje się węzeł szlaków turystycznych:
  – niebieski szlak wiedzie z Tatrzańskiej Łomnicy nad Wielki Wodospad, potem w górę Zimnej Wody do Rainerowej Chatki i dalej do Doliny Staroleśnej.
- Czas przejścia z Tatrzańskiej Łomnicy do Wielkiego Wodospadu: 1:45 h, ↓ 1:30 h
- Czas przejścia od Wielkiego Wodospadu do Schroniska Zbójnickiego w Dolinie Staroleśnej: 2:30 h, ↓ 2 h

  – zielony szlak ze Starego Smokowca przez Smokowieckie Siodełko (Hrebienok) do Długiego Wodospadu i dalej wzdłuż potoku do Małego Wodospadu i Schroniska Rainera.
- Czas przejścia ze Starego Smokowca na Siodełko: 1 h, ↓ 30 min
- Czas przejścia z Siodełka do Chaty Rainera: 35 min w obie strony

  – żółty szlak z Tatrzańskiej Leśnej, biegnący ściśle wzdłuż potoku aż do Wielkiego Wodospadu. Czas przejścia: 1:40 h, ↓ 1:25 h.